# Frivilliga automobilkårernas riksförbund
Frivilliga automobilkårernas riksförbund (FAK) är en frivillig försvarsorganisation inom det svenska totalförsvaret som verkat i olika former sedan 1915. Riksförbundskansliet är förlagt i Stockholm.

## Historik
Frivilliga automobilkårernas riksförbund bildades 1914, där föreningens medlemmar förband sig att med sina bilar stå till krigsmaktens förfogande. Fram till 1930 deltog medlemmarna med sina fordon i olika militära övningar. Från 1931 förändrades kårens verksamhet till att bli en personal- och utbildningsorganisation. Efter fullgjord kurs blev man FAK-officer med krigsplacering. 
År 1958 bestod kåren av åtta regionala vilka då samlades under en rikskårstyrelse. Samma år fick Frivilliga automobilkårernas riksförbund en civil inriktning genom att utbilda förare på tunga fordon. År 2019 bestod Frivilliga automobilkårernas riksförbund av 28 självständiga regionala kårer.

## Chefer

### Kårchefer
- 1914–1954: ???
- 1954–1961: Agne Wärnsund
- 1961–1964: Hans Göran Cederberg

### Rikskårchefer
- 1964–1967: Helge Blomquist
- 1967–1973: Gunnar Löfroth
- 1973–1975: Nils-Ivar Carlborg
- 1975–1985: Curt Hermanson
- 1985–1989: Karl Erik Holm
- 1989–1993: Börje Wallberg
- 1993–1999: Johan Palmgren
- 1999–2001: Jan-Olof Borgén
- 2001–2005: Henning Jansson
- 2005–2015: Alf Sandqvist
- 2015–20xx: Curt-Ove Jakobsson

## Lokala kårer
Frivilliga automobilkåren har (2025) 20 lokala kårer utspridda över hela Sverige. Dessa har varierande förmågor och olika många medlemmar. 
- FAK Blekinge, Kåren bildad 1971
- FAK Dalarna, Kåren bildad 1979
- FAK Gotland, Kåren bildad 2019
- FAK Gävleborg, Kåren bildad 1979
- FAK Göteborg, Kåren bildad 1948
- FAK Halland, Kåren bildad 1979
- FAK Jämtland/ Västernorrland, Kåren bildad 1977
- FAK Jönköpings län, Kåren bildad 1978
- FAK Kalmar län, Kåren bildad 1984
- FAK Kronobergs län
- FAK Skellefteå/ Norrbotten, Kåren bildad 1950
- FAK Skåne, Kåren bildad 1933
- FAK Stockholm/ Uppsala, Kåren bildad 1914
- FAK Södermanland, Kåren bildad 1983
- FAK Umeå, Kåren bildad 1972
- FAK Värmlands län, Kåren bildad 1948
- FAK Väst, Kåren bildad 2024
- FAK Västmanlands län, Kåren bildad 1984
- FAK Örebro län, Kåren bildad 1979
- FAK Östergötlands län, Kåren bildad 1981